# アリストテレス・オナシス
アリストテレス・ソクラテス・オナシス（Αριστοτέλης Ωνάσης、Aristotle Socrates Onassis、1906年1月15日 - 1975年3月15日）は、ギリシャの実業家、ミリオネア。「20世紀最大の海運王」と言われた。

## 生涯

### 生い立ち
オスマン帝国時代のスミルナ（現トルコ領イズミル）で、中流階級のギリシャ人家庭に生まれた。スミルナ一帯は第一次世界大戦における連合国の勝利の後、希土戦争中の1919年にギリシャによって占領されたが、1922年にケマル・アタテュルク率いるトルコ軍によって奪還された。
紛争の中でオナシス家は全ての財産を失い、ギリシャへ難民として移住。1923年にはギリシャを離れ、最初にウルグアイ、モンテビデオへ行き、後アルゼンチンに渡り、1925年にアルゼンチンとギリシャの市民権を取得した。

### 海運王
最初にモンテビデオの旧市街地に居を構え、葉巻タバコの商売を始める。その由縁あって、市内にあるエレニカ・ギリシャ正教会は、彼の全面的な寄付によって建設された。後、アルゼンチンにおいて同様の葉巻の輸出などの貿易業を始める。さらには第二次世界大戦最中のフアン・ペロン政権下において、食肉のヨーロッパへの輸出なども手掛け大きな成功をおさめた。
その後ギリシアにもどったオナシスは、第二次世界大戦後に余剰化した連合国軍の船舶を安値で購入し海運業をはじめ、さらにギリシアの海運王のスタブロス・リバノスの娘のアシーナ・リバノスと結婚した。これにより規模を拡大した海運業は、戦後復興を進めるギリシアとヨーロッパ諸国においてまたたくまに成功し、1957年にはギリシャのフラッグ・キャリアであるオリンピック航空を設立するなどさらに事業領域を拡大し、間もなくオナシスは「海運王」と称されるようになった。

### 女性遍歴

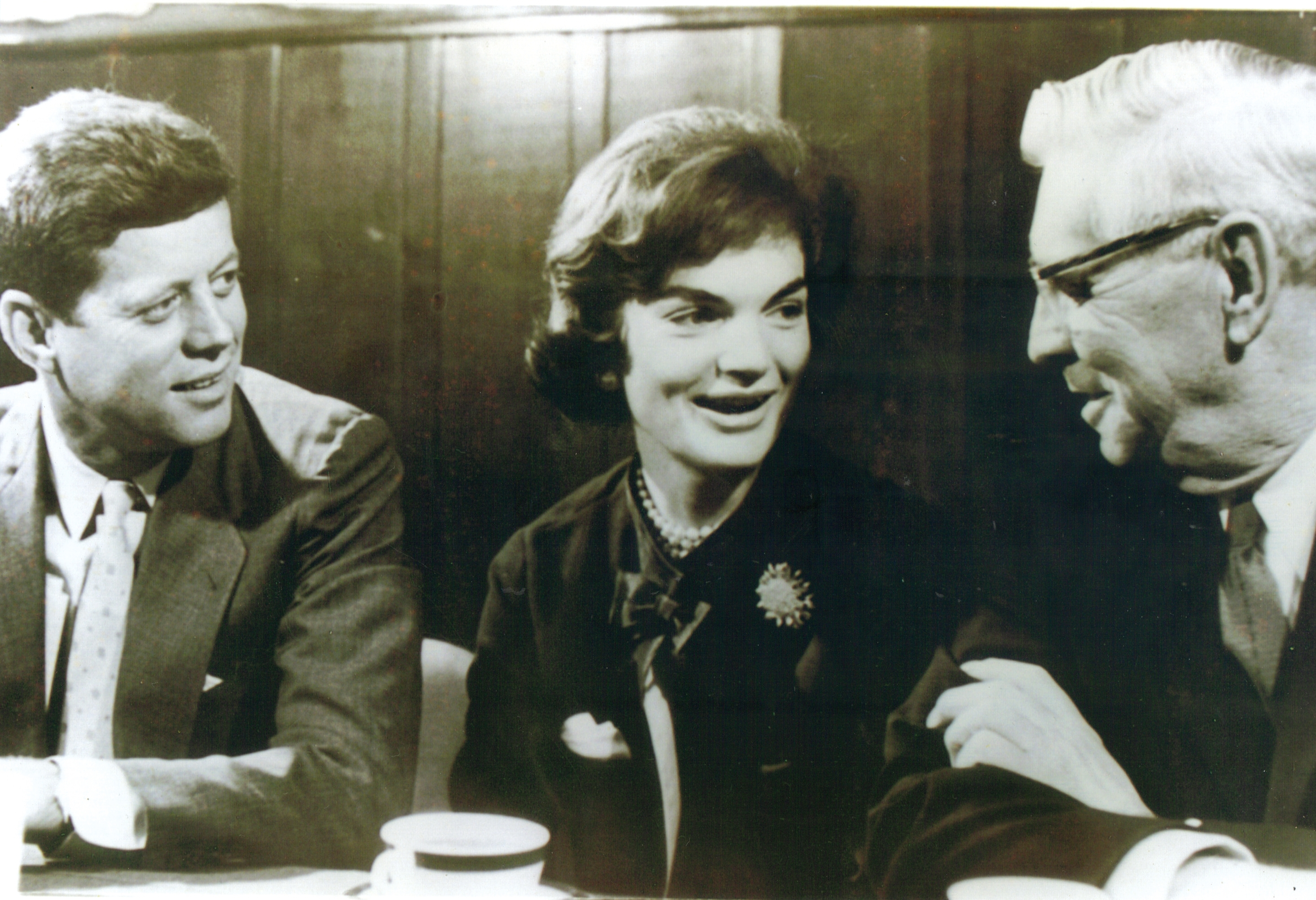
ジャクリーンと前夫のケネディ（左）

オナシスは1946年に海運王のスタブロス・リバノスの娘のアシーナと結婚し、2人の子供であるアレクサンダーとクリスティナは両方ともニューヨークで生まれた。
1957年にヴェネツィアで開かれたエルザ・マックスウェルのパーティーでオペラ歌手マリア・カラスと知り合い、1960年にアシーナと離婚した。アシーナは後に、ブランドフォード侯爵ジョン・ジョージ・ヴァンダービルト・スペンサー=チャーチル（後の第11代マールバラ公）や彼女の姉ユージニア（Eugenia）の寡夫であったスタブロス・ニアルコスと再婚した。
カラスとは9年ほど関係していたが結婚はせず、1968年には、1963年11月に暗殺されたアメリカ大統領のジョン・F・ケネディの未亡人であるジャクリーン・ケネディと結婚し、世界的に話題を呼んだ。しかしジャクリーンとの結婚は「恋愛によるものではなかった」と言われ、事実夫妻は滅多に時を共に過ごさなかった。オナシスはジャクリーンの子供のキャロラインやケネディ・ジュニアとは良い関係を持ったが、ジャクリーンはオナシスの娘クリスティナと良い関係を持てなかった。ジャクリーンはその多くの時間を旅行と買い物に費やし、オナシスとは別々にゴシップ誌の紙面を飾った。

### 死去
この様な関係の中、オナシスはジャクリーンとの離婚申請を考えたが、1975年にフランスのヌイイ=シュル=セーヌで、重症筋無力症の合併病である気管支肺炎によって亡くなった。オナシスの莫大な遺産は、彼の遺書に基づいて娘のクリスティナが55%、アレクサンダー・S・オナシス財団が45%（これは1973年に飛行機事故で死去した彼の息子アレクサンダーが相続するはずだった分の財産である）の遺産を得た。また、妻ジャクリーンは義弟エドワード・ケネディによる交渉の結果、1,000万ドルといわれる（2,600万ドルであったとする説もある）オナシスの財産を手にした。
ジャクリーンの遺産相続した財産は彼女の愛人モーリス・テンペルスマンの手によって数億ドルに利殖された。また、クリスティナの相続した財産は彼女の一人娘アシーナ・オナシス・デ・ミランダに相続された。

## 同性愛
2007年に、映画監督のフランコ・ゼフィレッリは生前のオナシスに言い寄られたことがあることを明かし、彼を両性愛者であるとした。また、ピーター・エヴァンズは、オナシスがスミルナにいた頃にトルコの陸軍中尉と性的な関係にあったとしている。

## 関連書籍
- ウィリィ・フライシャワー「オナシス―七つの海の挑戦者」（新庄哲夫訳、ダイヤモンド社、1969年）
- ジャック・アルビー「海の帝王オナシス」（島津智訳、大陸書房、1977年9月）
- ピーター・エヴァンズ「オナシスの生涯―欲しいものはすべて手に入れた男」（染田屋茂訳、新潮社、新潮文庫、1988年2月）

## 関連作品
TVムービー
- 海運王オナシス 世界で最も富を得た男（1988年）

映画
- 愛はエーゲ海に燃ゆ……オナシスとケネディ夫妻をモデルとした1978年の映画。